# Baum von Baumsdorf

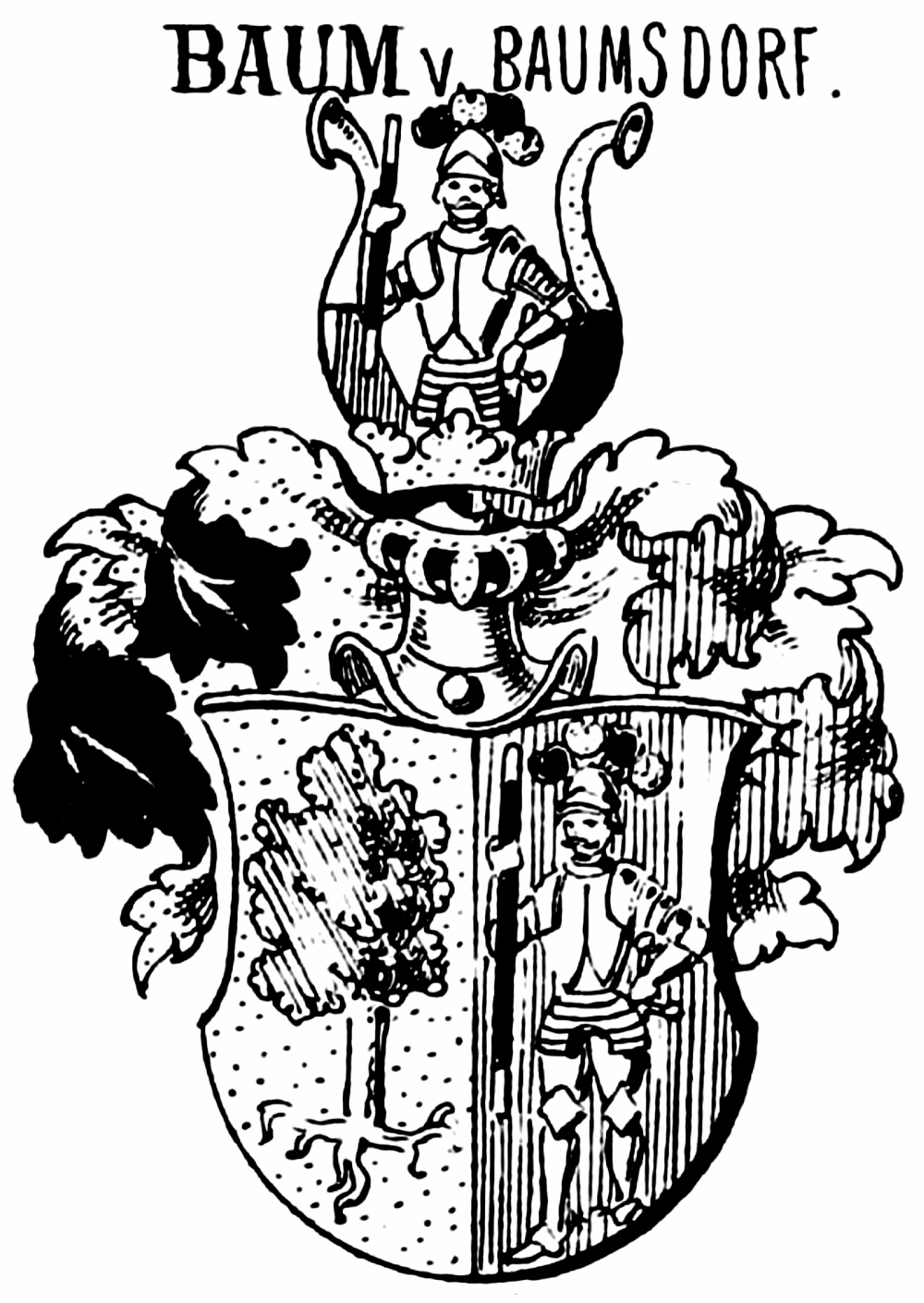
Wappen der Baum von Baumsdorf

Die Familie Baum von Baumsdorf war ein Briefadelsgeschlecht aus dem fränkischen Raum.

## Geschichte

### Adelserhebungen
Johann Baptist Baum, Dr. jur. und brandenburg-kulmbachischer Rat, und sein Bruder Andreas Baum erhielten am 10. Dezember 1613 von Kaiser Matthias den Reichsadelsstand. Johann Baptist und sein Sohn Johann Georg erlangten am 8. März 1629 von Kaiser Ferdinand II. eine Bestätigung des Reichsadels mit dem Prädikat von Baumsdorf und für ihre Personen die Würde und Privilegien der Comites palatini.
Nach dem Genealogen Johann Gottfried Biedermann, eine wichtige, wenn auch unsichere Quelle des 18. Jahrhunderts, beginnt die Ahnenreihe mit Peter Baum, der 1459 von Kaiser Friedrich III. in den Adelsstand erhoben wurde. Die Familie stammte aus dem Windsheimer Raum und machte Karriere in den Diensten der Ansbacher und später der Kulmbach-Bayreuther Markgrafen. Ernst Heinrich Kneschke bestätigte noch 1859 im Neuen allgemeinen Deutschen Adels-Lexicon diese Abstammung.

### Geschichte der Familie in Leupoldsgrün
Die Familie der Baum von Baumsdorf trat als Nachfolger der Familie von Lüchau in Leupoldsgrün auf, heute eine Gemeinde im oberfränkischen Landkreis Hof. Hofer setzt den Besitzzeitraum der Lüchauer für die Zeit von ca. 1350 bis 1600 an. Johann Baptist erwarb als Kulmbachisch Geheimer Rat, Lehenpropst und Direktor des Konsistoriums zu Kulmbach das Vorwerk Lipperts mit weiterem Besitz als Lehen. Er heiratete 1603 Apolonia Pungreau, die Tochter des Münchberger Bürgermeisters Heinrich Pungreau. Mit Johann Baptist, Johann Georg und Sigmund Ernst saß die Familie Baum von Baumsdorf für drei Generationen auf Lipperts. Die Familie starb 1725 mit Sigmund Ernst im Mannesstamm aus, Besitznachfolger bis 1800 war die Familie von Reitzenstein.
Sigmund Ernst Baum von Baumsdorf (* 27. Oktober 1647; † 1725) war der letzte Namensträger seines Geschlechts und ist in der Gruft in Leupoldsgrün beigesetzt. Er war der Sohn von Johann Georg auf Lipperts (1607–1680) und Eva Ursula, geborene von Tettau. Im Jahr 1677 verkaufte Sigmund Ernst Güter in Stammbach, darunter die Wagnermühle, an den Markgrafen Christian Ernst. Helene Sabine Dorothea von Sparneck heiratete am 21. Dezember 1680 in zweiter Ehe Sigmund Ernst Baum von Baumsdorf. Die Ehe blieb kinderlos und sie verstarb 1696. Die Familie von Sparneck, die auch mit der Familie von Lüchau verwandt war, hatte um 1700 nur noch wenig Besitz im ursprünglichen Stammland und damit in der näheren Umgebung von Leupoldsgrün, sie befand sich damals schwerpunktmäßig in der heutigen Oberpfalz, zum Beispiel in Reuth bei Erbendorf, Püchersreuth und auf Burg Trausnitz im Tal. Sigmund Ernst heiratete erneut. Mit Anna Justina, geborene von Beulwitz auf Sachsenvorwerk hatte er drei Kinder, zwei Töchter und einen als Kind verstorbenen Sohn.

## Wappen

Wappen der Gemeinde Leupoldsgrün

Das gespaltene Wappen von 1629 zeigt rechts in Gold einen grünen Baum mit braunem Stamm und Wurzeln, links in Rot einen Geharnischten, dessen Helm mit vier schwarz-goldenen Straußenfedern geziert ist, in der gehobenen rechten Hand ein Regiment (Regimentsstab) haltend. Auf dem gekrönten Helm mit blau-goldenen Helmdecken der Geharnischte wachsend zwischen zwei silber-rot und gold-schwarz geteilten Büffelhörnern.
Das Wappen der Gemeinde Leupoldsgrün erinnert in Elementen, wie dem geharnischten Arm und dem Stab an die Familie.